# ورا کولسنیکووا
ورا کولسنیکووا (روسی: Вера Колесникова؛ زادهٔ ۷ اکتبر ۱۹۶۸) ژیمناست هنری اهل روسیه است. وی مادر ویکتوریا کوموا؛ دیگر ژیمناست روس و دارنده چندین مدال المپیک می‌باشد.